# Tore Bjonviken
Tore Bjonviken, né le 2 janvier 1975, est un fondeur norvégien aujourd'hui retraité.

## Carrière
En 1995, il est médaillé de bronze lors des Championnats du monde juniors sur le trente kilomètres, puis débute en Coupe du monde l'année suivante à Trondheim. Son premier podium intervient en mars 1997 à Sunne lors d'un sprint en style libre. En 2002, il a gagné avec ses coéquipiers du relais la manche de Davos.

## Palmarès

### Championnats du monde
- Val di Fiemme 2003 : 44e du 15 km classique.

### Coupe du monde
- Meilleur classement final : 20e en 2001.
- 7 podiums : 
  - 4 podiums en épreuve individuelle : 2 deuxièmes places et 2 troisièmes places.
  - 3 podiums en épreuve par équipes : 1 victoire et 2 troisièmes places.